# Roosna-Alliku
Roosna-Alliku (em estoniano:  Roosna-Alliku vald) é um município rural estoniano localizado na região de Järvamaa.